# Граф Шеннон

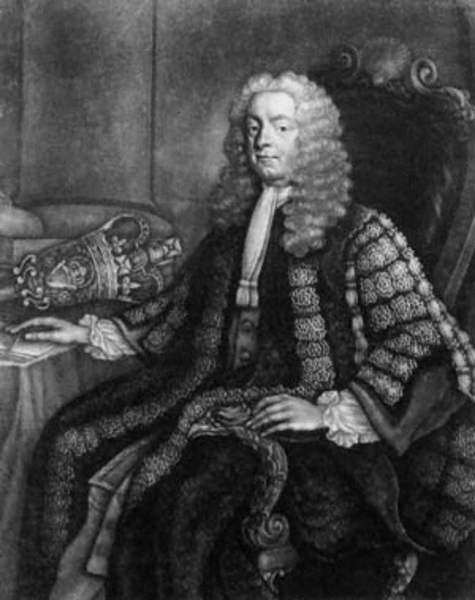
Генри Бойль, 1-й граф Шеннон (1682—1764)

Граф Шеннон (англ. Earl of Shannon) — наследственный титул в системе Пэрства Ирландии. Он был создан в 1756 году для крупного ирландского политика Генри Бойла (1682—1764), который занимал должность спикера Ирландской палаты общин (1733—1756) и канцлера казначейства Ирландии (1733, 1739, 1754). Графство получило своё название от Шеннон-парка в графстве Корк.
Первый граф также получил титулы виконта Бойла из Бандона и барона Касл Мартир (пэрство Ирландии). Лорд Шеннон был вторым сыном Генри Бойла (ум. 1693), второго сына Роджера Бойля, 1-го графа Оррери, третьего сына Ричарда Бойля, 1-го графа Корка. Ему наследовал его сын, Ричард Бойл, 2-й граф Шеннон (1728—1807). Он занимал посты генерал-фельдцейхмейстера Ирландии и вице-казначея Ирландии. В 1786 году для него был создан титул барона Карлтона из Карлтона в графстве Йорк (пэрство Великобритании). Этот титул дал право ему и последующим графам Шеннон заседать в Палате лордов Великобритании. Его сын Генри Бойль, 3-й граф Шеннон (1771—1842), служил лордом-лейтенантом графства Корк (1831—1842). После его смерти титулы унаследовал его сын, Ричард Бойл, 4-й граф Шеннон (1809—1868), который в 1830—1832 годах представлял графство Корк в Палате общин Великобритании.
По состоянию на 2024 год, обладателем титулов является его потомок, Ричард Генри Джон Бойл, 10-й граф Шеннон (род. 1960), который наследовал своему отцу в 2013 году.
Достопочтенный сэр Элджернон Бойл (1871—1949), шестой сын 5-го графа Шеннона, служил адмиралом в британском королевском флоте.
Фамильной резиденцией графов Шеннон является Касл Мартир, рядом с Мидлтоном (графство Корк).

## Графы Шеннон (1756)
- 1756—1764: Генри Бойл, 1-й граф Шеннон (1686 — 28 декабря 1764), сын Генри Бойля (ум. 1693), внук Роджера Бойля, 1-го графа Оррери;
- 1764—1807: Ричард Бойл, 2-й граф Шеннон (30 января 1728 — 20 мая 1807), старший сын предыдущего;
- 1807—1842: Генри Бойл, 3-й граф Шеннон (8 августа 1771 — 22 апреля 1842), сын предыдущего;
- 1842—1868: Ричард Бойл, 4-й граф Шеннон (12 мая 1809 — 1 августа 1868), второй сын предыдущего;
- 1868—1890: Генри Бентинк Бойл, 5-й граф Шеннон (22 ноября 1833 — 8 февраля 1890), старший сын предыдущего;
- 1890—1906: Ричард Генри Бойл, 6-й граф Шеннон (15 мая 1860 — 11 декабря 1906), старший сын предыдущего;
- 1906—1917: Ричард Бернард Бойл, 7-й граф Шеннон (13 ноября 1897 — 13 апреля 1917), второй сын предыдущего;
- 1917—1963: Роберт Генри Бойл, 8-й граф Шеннон (1 февраля 1900—1963), младший брат предыдущего;
- 1963—2013: Ричард Бентинк Бойл, 9-й граф Шеннон (23 октября 1924 — 9 мая 2013), единственный сын предыдущего;
- 2013 — настоящее время: Ричард Генри Джон Бойл, 10-й граф Шеннон (род. 19 января 1960), старший сын предыдущего;
  - Наследник: Роберт Фрэнсис Бойль (род. 15 августа 1930), троюродный брат предыдущего, единственный сын Вивьена Фрэнсиса Бойла (1902—1962), внук вице-адмирала Фрэнсиса Роберта Бойля (1863—1922) и правнук 5-го графа Шеннона;
    - Второй наследник: Дэвид де Креспигни Бойл (родился 2 сентября 1959), старший сын предыдущего;
      - Третий наследник: Лиам Фрэнсис Патон Бойл (род. 2001), сын предыдущего.